# Тушнолобов, Кузьма Максимович
Кузьма Максимович Тушнолобов (23 октября 1908, Озеро-Вавилово, Пермская губерния — 9 ноября 1983, Шутино, Курганская область) — председатель Озеровавиловского и Шутинского сельсоветов, участник Великой Отечественной войны, Герой Советского Союза, младший сержант.

## Биография
Кузьма Тушнолобов родился 23 октября 1908 года в крестьянской семье в деревне Озеро-Вавилово Крестовской волости Шадринского уезда Пермской губернии, ныне деревня входит в Катайский муниципальный округ Курганской области. Русский.
Окончил начальную школу, работал в хозяйстве родителей. После вступления в колхоз с 1934 года работал бригадиром полеводческой бригады колхоза «Красный боец».
27 июля 1941 года был призван в Рабоче-крестьянскую Красную Армию. Службу начал в Забайкальском военном округе, в сапёрном батальоне. В декабре 1943 года в составе 22-го отдельного сапёрного батальона 162-й стрелковой дивизии прибыл на фронт. С 14 февраля 1944 года участвовал в боях. Командуя отделением сапёров, Тушнолобову часто приходилось разминировать проходы на ничейной территории перед началом танковых атак, наводить под огнём противника мосты и переправы для прохода техники и частей.
Кандидат в члены ВКП(б) с 1942 года.
Особо отличился при форсировании реки Одер в апреле 1945 года.
В ночь на 22 апреля 1945 года отделение сапёров младшего сержанта Тушнолобова в составе стрелковой роты форсировало Одер в районе города Грайфенхаген. В бою за плацдарм гранатами уничтожил пулемёт противника, огнём из стрелкового оружия поддерживал переправу остальных подразделений. Понтон с двумя орудиями, отправленный на плацдарм, был потоплен огнём из пушек вблизи западного берега. Младший сержант Тушнолобов организовал спасение орудий, лично несколько раз нырял с канатом в реку, пока сапёры не вытащили орудия. Затем помог подготовить пушки к ведению огня, оборудовал позиции.
Указом Президиума Верховного Совета СССР от 29 июня 1945 года за проявленное мужество и отвагу при форсировании реки Одер и захвату плацдарма на западном берегу командиру отделения 2-й роты 22-го отдельного сапёрного ордена Богдана Хмельницкого III степени батальона 162-й стрелковой Среднеазиатской Новгород-Северской Краснознамённой дивизии младшему сержанту Тушнолобову Кузьме Максимовичу было присвоено звание Героя Советского Союза с вручением ордена Ленина и медали «Золотая Звезда».
В 1945 году вступил в ВКП(б), в 1952 году партия переименована в КПСС.
Участник Парада Победы на Красной площади 24 июня 1945 года.
В 1945 году был демобилизован. Вернулся домой, работал рядовым колхозником, затем заместителем председателя и председателем колхоза «Красный боец».
В 1950 году был избран председателем Озеровавиловского сельсовета. Указом Президиума Верховного Совета РСФСР от 14 июня 1954 года Озеровавиловсий сельсовет и Шутинский сельсовет объединены в один — Шутинский сельсовет. В 1954 году избран председателем Шутинского сельсовета.
В 1959 году ушёл на заслуженный отдых, принимал активное участие в общественных делах, в воспитании молодёжи. Жил в селе Шутино Катайского района.
Кузьма Максимович Тушнолобов скончался 9 ноября 1983 года. Похоронен на кладбище села Шутино Шутинского сельсовета Катайского района Курганской области, ныне село входит в Катайский муниципальный округ той же области.

## Награды
- Герой Советского Союза, 29 июня 1945 года[3][4], вручение наград состоялось в 1947 году[5]:
  - Орден Ленина
  - Медаль «Золотая Звезда» № 4252
- Орден Отечественной войны II степени, 1 апреля 1945 года[6];
- Орден Красной Звезды, 26 ноября 1944 года[7];
- Орден Славы II степени, 21 февраля 1945 года[8];
- Орден Славы III степени, 9 августа 1944 года[9];
- Медаль «За отвагу», 8 июня 1944 года[10].
- Медаль «За освобождение Варшавы», вручена в 1947 году

## Память

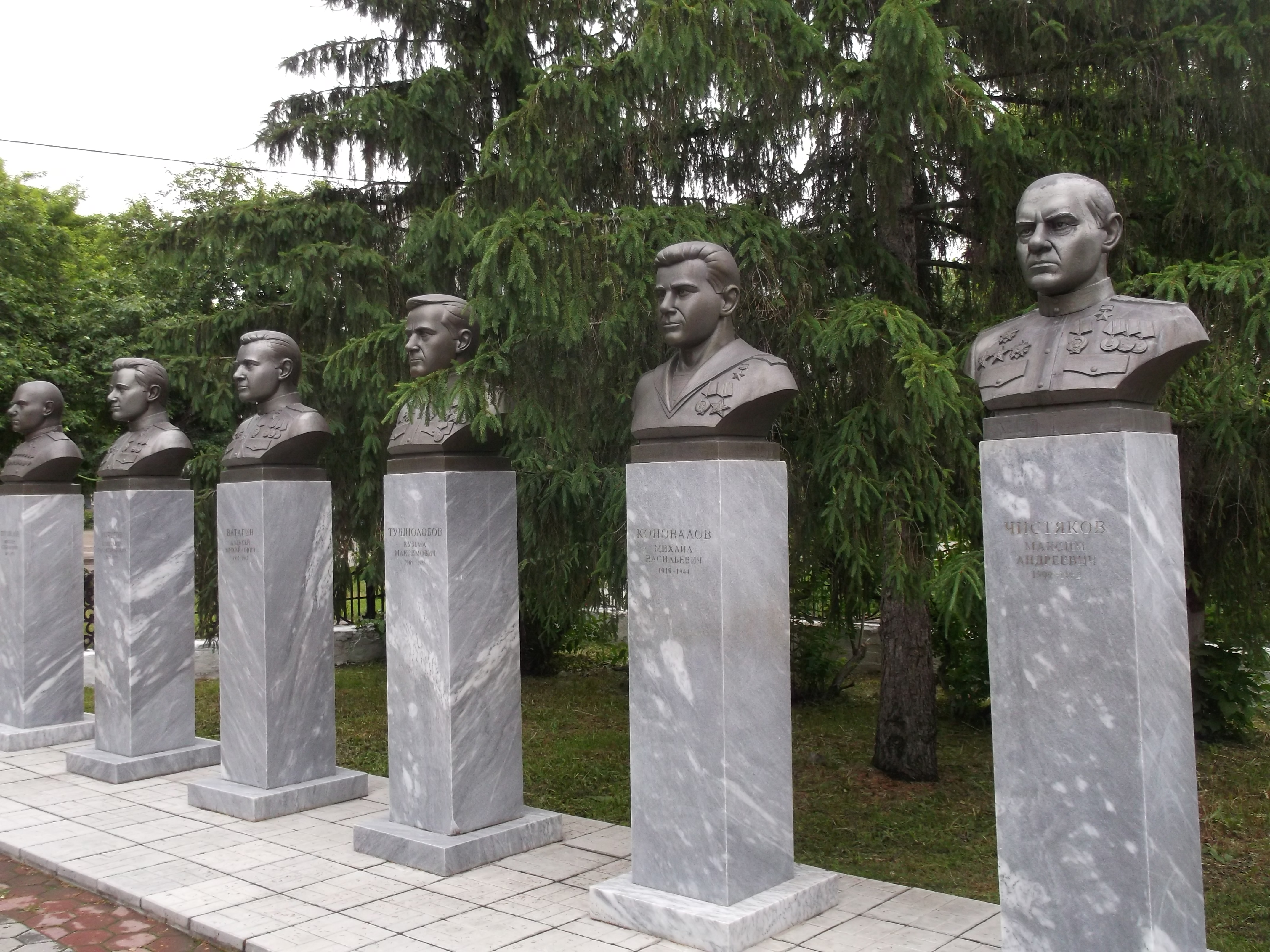
Мемориал «Аллея Славы», г. Катайск. М.С. Шумилов, А.Г. Анчугов, А.М. Ватагин, К.М. Тушнолобов, М.В. Коновалов, М.А. Чистяков.

- Весной 2011 года, накануне Дня Победы, в городе Катайске на территории мемориального комплекса, возведенного в память земляков-участников гражданской и Великой Отечественной войн, установлен бюст Героя Советского Союза К.М. Тушнолобова — 56°17′09″ с. ш. 62°34′39″ в. д.HGЯO
- На доме, где жил Герой, установлена мемориальная доска.
- В 2001 году Шутинской общеобразовательной школе присвоено имя Героя Советского Союза Тушнолобова Кузьмы Максимовича[11].
- Мемориальная доска, открыта 11 июня 2019 года в Муниципальном казенном общеобразовательном учреждении «Шутинская основная общеобразовательная школа»[12].
- Избирательный участок № 420 имени Героя Советского Союза Тушнолобова Кузьмы Максимовича (село Шутино).